# Hernán Bolaños
Hernán Bolaños Ulloa (Granada, 20 marzo 1912 – San Rafael de Escazú, 9 maggio 1992) è stato un allenatore di calcio e calciatore costaricano naturalizzato cileno, di ruolo attaccante.
Oltre a quelle citate, Bolaños andò a rinforzare anche le rose di varie squadre, come ad esempio l'Alajuelense, in tournée e partite internazionali.

## Palmarès

### Giocatore

#### Competizioni nazionali
- Campionato cileno: 1

Audax Italiano: 1936

#### Competizioni internazionali
- Giochi centramericani e caraibici: argento

Costa Rica: 1930 e 1938

#### Individuale
- Capocannoniere del Campionato cileno:

1936 e 1937

### Allenatore

#### Competizioni internazionali
- Campionato centroamericano e caraibico di calcio: oro

Costa Rica: 1946 e 1948